# Ne me quitte pas (album)
Ne me quitte pas è il dodicesimo album in studio del cantautore belga Jacques Brel, pubblicato nel 1972.

## Tracce
1. Ne me quitte pas
2. Marieke
3. On n'oublie rien
4. Les Flamandes
5. Les prénoms de Paris
6. Quand on n'a que l'amour
7. Les biches
8. Le prochain amour
9. Le moribond
10. La valse à mille temps
11. Je ne sais pas